# Małgorzata Maliszewska
Małgorzata Jadwiga Maliszewska (ur. 1955) – polska autorka tekstów piosenek, menadżer kultury, wydawca płytowy, współzałożycielka wytwórni MJM Music PL, producent muzyczny.

## Życiorys
Absolwentka Wydziału Wiedzy o Teatrze Akademii Teatralnej im. Aleksandra Zelwerowicza w Warszawie (wówczas PWST). Autorka 115 tekstów piosenek, które wykonywali m.in.: Halina Żytkowiak, Danuta Błażejczyk, Krystyna Prońko, Elżbieta Jodłowska, Irena Jarocka, Krystyna Giżowska, Zbigniew Wodecki, Stefan Zach, Waldemar Kocoń, Jerzy Rybiński, Stanisław Wenglorz, Grzegorz Markowski, Grażyna Łobaszewska, Grażyna Auguścik, Wiesława Sós oraz Alibabki, Andrzej i Eliza, Exodus, OZZY i Vox. W latach 1987–1988 kierownik literacki Ogólnopolskiego Młodzieżowego Przeglądu Piosenki. Latem 1990 roku po powrocie z Londynu – wraz z mężem Andrzejem Pawłem Wojciechowskim założyła wytwornię MJM Music PL. Od tegoż roku uczestniczy też w pracach Międzynarodowego Sekretariatu IFPI (International Federation of the Phonographic Industry) w Londynie nad regulacjami prawnymi z zakresu prawa autorskiego i praw pokrewnych, co w rezultacie zaowocowało otwarciem polskiego oddziału biura IFPI, który z czasem przekształcono w grupę narodową: Związek Producentów Audio-Video ZPAV. W 1993 roku reprezentowała fonografię w Radzie Kultury funkcjonującej przy prezydencie Lechu Wałęsie. 
W latach 1995–2003 Dyrektor Generalny wytwórni Sony Music Entertainment Poland z którą wówczas współpracowali odnosząc sukcesy, tacy wykonawcy jak m.in.: Brathanki, Myslovitz, O.N.A., Marcin Rozynek, Renata Przemyk oraz wprowadził na krajowy rynek wielu wykonawców międzynarodowych, takich jak: Celine Dion, Ricky Martin, Jennifer Lopez, Garou i wielu innych. Od 2003 roku jest m.in. konsultantem Richard Ogden Management Ltd. Londyn i Int Aptald Ltd Londyn. W latach 2017–2021 pracowała również w firmie Scena Spektrum sp. z o.o., zaś w latach 2020–2021 w firmie Warszawska Scena Artystyczna, której działalność została zawieszona.

## Wybrane piosenki[3]
- A może tak odstukać (muz. Ryszard Sygitowicz) – wyk. Stanisław Wenglorz
- A tu nic (muz. Ryszard Sygitowicz) – wyk. Stanisław Wenglorz
- A ty kochaj mnie (muz. Witold Paszt) – wyk. Vox
- Badacz bzdur (muz. Ryszard Sygitowicz) – Stanisław Wenglorz
- Bez oporu i łez (muz. Jerzy Dobrzyński) – wyk. Krystyna Giżowska
- Byle do brzegu (muz. Krystyna Prońko) – wyk. Krystyna Prońko
- Ci wybrani (muz. Andrzej Puczyński, Władysław Komendarek) – wyk. Exodus
- Czas ma zawsze rację (muz. Jerzy Rybiński) – wyk. Stefan Zach
- Czekam na pogodny sen (muz. Jerzy Rybiński) – wyk. Jerzy Rybiński
- Daj czas nauczyć się (muz. Andrzej Rybiński) – wyk. Andrzej i Eliza
- Deszcz w obcym mieście (muz. Jerzy Rybiński) – wyk. Jerzy Rybiński
- Dzieląc świat na pół (muz. Andrzej Rybiński) – wyk. Andrzej i Eliza
- Gdyby można (muz. Jacek Mikuła) – wyk. Krystyna Prońko
- Gdzie jasna czeka dal (muz. Paweł Sawicki) – wyk. Wiesława Sós
- Grzech obmowy (muz. Marek Stefankiewicz) – wyk. Danuta Błażejczyk
- Jednodniowe obietnice (muz. Andrzej Puczyński) – wyk. Irena Jarocka
- Jutro zaczyna się tu sezon (muz. Władysław Sendecki) – wyk. Krystyna Prońko
- Królem bądź, głową rusz (muz. Andrzej Rybiński) – wyk. Andrzej i Eliza
- Kto dał nam deszcz (muz. Wojciech Olszewski, Krystyna Prońko) – Krystyna Prońko
- Ludzie wchodzą i wychodzą (muz. Jerzy Rybiński) – wyk. Jerzy Rybiński
- Marzenia suflera (muz. Ryszard Sygitowicz) – wyk. Stanisław Wenglorz
- Może pisać to palcem po wodzie (muz. Krystyna Prońko) – wyk. Krystyna Prońko
- Najdłuższy lot (muz. Paweł Birula) – wyk. Exodus
- Natrętna chandra (muz. Marek Stefankiewicz) – wyk. Danuta Błażejczyk
- Nie lubię dobrych rad (muz. Aleksander Maliszewski) – wyk. Halina Żytkowiak
- Nie otwieraj nigdy (muz. Edmund Berg) – wyk. Waldemar Kocoń
- Niedawno tak, pewnego dnia (muz. Paweł Birula) – wyk. Exodus
- Niedokończona rozmowa (muz. Ryszard Sygitowicz) – Stanisław Wenglorz
- Okno z widokiem na parlament (muz. Ryszard Sygitowicz) – Stanisław Wenglorz
- Piosenka bez sensu (muz. Paweł Birula) – wyk. Exodus
- Poratuj mnie (muz. Andrzej Rejman) – wyk. Stanisław Wenglorz
- Prośba powszednia (muz. Krystyna Prońko) – wyk. Krystyna Prońko
- Rób co chcesz (muz. Jerzy Rybiński) – wyk. Jerzy Rybiński
- Skok na bank (muz. Jacek Mikuła) – wyk. Krystyna Prońko
- Smak melancholii (muz. Tadeusz Sygietyński) – wyk. Stanisław Wenglorz
- Spróbuj wznieść się wyżej (muz. Andrzej Puczyński) – wyk. Exodus
- Stary Noe (muz. Paweł Birula) – wyk. Exodus
- Ta czarna owca (muz. Witold Paszt) – wyk. Vox
- Tak spada łza (muz. Ryszard Sygitowicz) – wyk. Stanisław Wenglorz
- Taka łagodna (muz. Marek Stefankiewicz) – wyk. Irena Jarocka
- Tańczcie jeszcze choć raz (muz. Jerzy Rybiński) – wy. Jerzy Rybiński
- To nie jest tylko gra (muz. Jerzy Rybiński) – wyk. Jerzy Rybiński
- Trzeba zarabiać (muz. Henryk Alber) – wyk. Elżbieta Jodłowska
- U barmana (muz. Jerzy Rybiński) – wyk. Stefan Zach
- Wielka cisza (muz. Włodzimierz Krakus) – wyk. OZZY[8][9]
- Wysoki sądzie (muz. Jerzy Dobrzyński) – wyk. Alibabki
- Wysokie progi (muz. Jerzy Rybiński) – wyk. Jerzy Rybiński

## Przynależność organizacyjna
- Od 1977 członkini Stowarzyszenia Autorów ZAIKS
- Od 1993 członkini i wybierany w kolejnych kadencjach członek zarządu Związku Producentów Audio–Video ZPAV.

## Nagrody
- Nagroda Programu III PR za tekst do kompozycji Ryszarda Sygitowicza pt. Egoistyczna samba z czajnikiem